# Xinerama

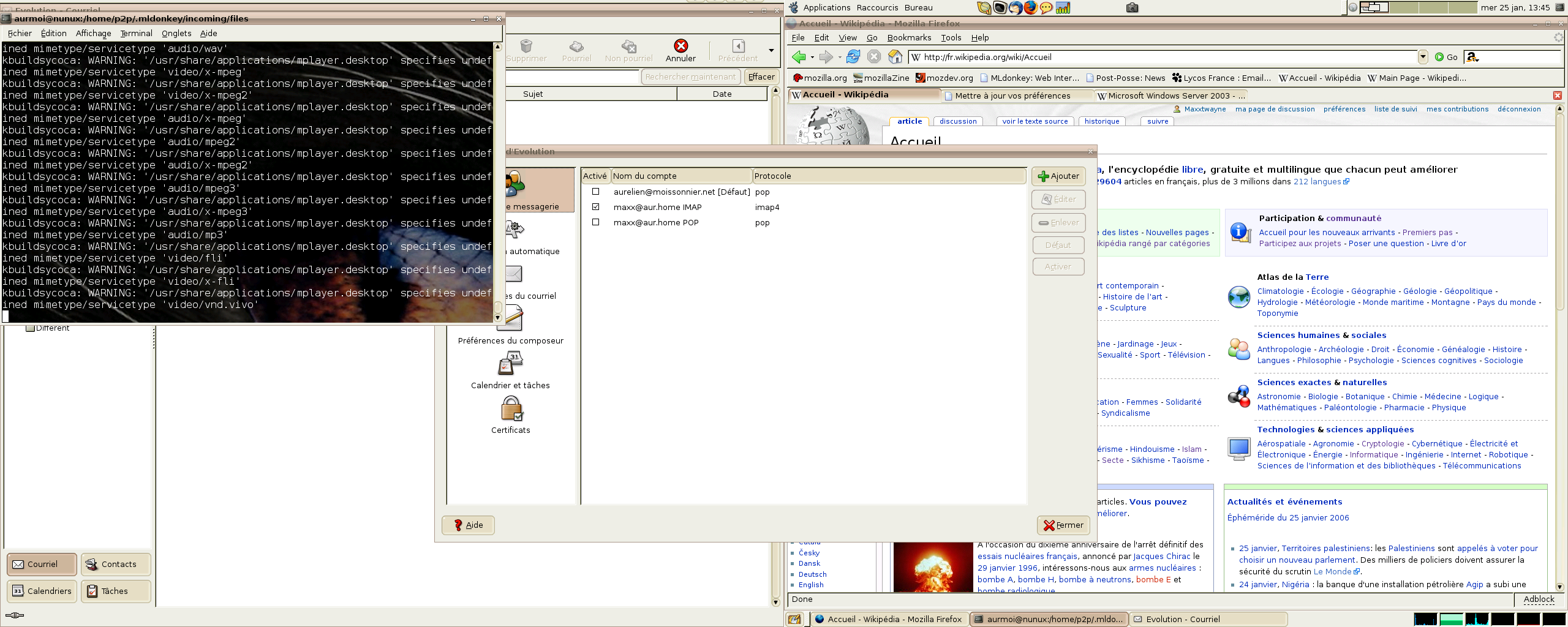
GNOME 2.12 avec Xinerama. On peut y voir Mozilla Firefox et Evolution ainsi que le gnome-term

Xinerama est une extension du X Window System permettant d'étendre le bureau sur deux écrans ou plus.
En effet, X sait gérer plusieurs écrans mais uniquement comme des périphériques différents. Xinerama permet d'étendre une même fenêtre sur plusieurs écrans, ou de l'y déplacer comme s'il s'agissait d'un seul et même écran.
Xinerama est apparu dans X11R6.4 pour la première fois. Il s'agit depuis d'un module standard disponible avec XFree86 ou Xorg.
La contrepartie est que Xinerama ne sait pas gérer des écrans avec différentes profondeurs d'affichage. Il n'est par exemple pas possible d'avoir un écran en couleurs 32 bits et un autre en couleurs 16 bits. Les 2 devront être soit en 16 bits, soit en 32 bits pour pouvoir fonctionner.